# Carlo Magno Magni
Carlo Magno Magni (Pizzighettone, 21 novembre 1883 – Milano, 24 ottobre 1942) è stato un calciatore, arbitro di calcio e giornalista italiano.

## Carriera

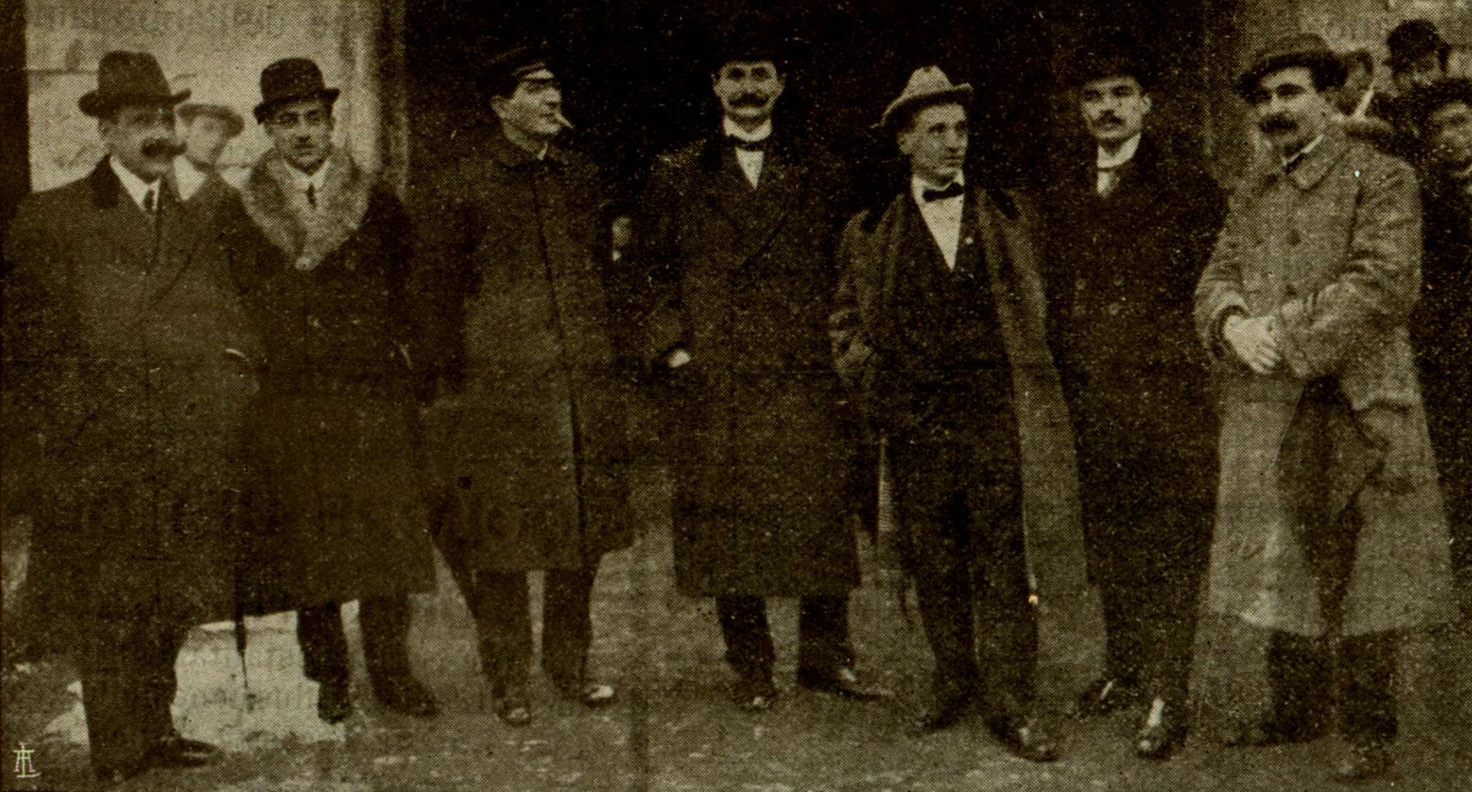
Con alcuni dirigenti federali il 6 gennaio 1911, da sin.
Piero Albertini, Gandini, Camperio, Radice, Scarioni, Rietmann e Magni.

Fu nella rosa del Mediolanum agli inizi del XX secolo, compreso nel 1902 dove la squadra milanese partecipò per la prima volta al torneo organizzato dalla FIF da cui furono immediatamente estromessi dal Genoa. Nel 1905 con molti altri compagni di squadra della Mediolanum si trasferisce all'US Milanese con cui nella prima stagione ottiene il terzo posto finale. È poi certa la sua presenza nel 1908 chiusa al secondo posto nel girone nazionale, come in quella seguente. Nella stagione 1909-1910 ottiene il sesto posto finale.

## Arbitro
Iniziò ad arbitrare nel 1904.
Fu componente della Commissione Tecnica che con Umberto Meazza diresse la Nazionale Italiana di calcio nel 1910.
Fu uno degli arbitri che il 27 agosto 1911 fondarono l'Associazione Italiana Arbitri al "Ristorante Orologio" di Milano e fu eletto quale membro del primo Consiglio Direttivo.

## Giornalista
Si firmava "Magno" sia sulla Gazzetta dello Sport che sulla Lettura Sportiva di Milano.

## Palmarès

### Calciatore

#### Club

##### Altre Competizioni
- Torneo FGNI: 1

Mediolanum: 1901